# Lake Pokorua
Der Lake Pokorua ist ein See im Franklin Ward des Auckland Council auf der Nordinsel von Neuseeland.

## Geographie
Der Lake Pokorua befindet sich auf einer Halbinsel, die rund 23 km südwestlich des Stadtzentrums von Auckland liegt und den Waiuku River sowie den Manukau Harbour von der Tasmansee trennt. Waiuku, als die nächstgrößte Stadt, liegt rund 10 km in südöstlicher Richtung und die Tasmansee, in der der See über einen rund 2 km langen kleinen Stream hin entwässert, ist rund 1,9 km westsüdwestlich zu finden. Der See selbst umfasst bei einem Seeumfang von rund 2,2 km eine Fläche von 25,9 Hektar. In Ost-Westrichtung dehnt sich der Lake Pokorua über eine Länge von rund 800 m aus und misst an seiner breitesten Stelle rund 450 m in Nord-Süd-Richtung. An der tiefsten Stelle des Lake Pokorua, der eine Tiefe von 4,5 m haben soll, wurden im Jahr 2021 lediglich 3,1 m gemessen.